# Publiczne święta na Malcie
Malta, spośród wszystkich państw Unii Europejskiej, ma największą liczbę dni świątecznych. Od roku 2005, wszystkie święta przypadające w sobotę lub niedzielę nie dodają dodatkowego dnia wolnego do puli urlopu pracowniczego.

## Święta narodowe
- 31 marca – Dzień Wolności – Freedom Day (Jum il-Ħelsien)
- 7 czerwca – Siódmy Czerwca – Sette Giugno (Seventh of June)
- 8 września – Dzień Zwycięstwa – Victory Day (Jum il-Vitorja)
- 21 września – Dzień Niepodległości – Independence Day (Jum l-Indipendenza)
- 13 grudnia – Dzień Republiki – Republic Day (Jum ir-Repubblika)

## Święta państwowe
- 1 stycznia – Nowy Rok (L-Ewwel tas-Sena)
- 10 lutego – Święto Rozbicia Okrętu św. Pawła na Malcie (Nawfraġju ta’ San Pawl) – apostoł jest patronem Malty
- 19 marca – Święto św. Józefa (San Ġużepp)
- Piątek przed Wielkanocą – Good Friday – Wielki Piątek (Il-Ġimgħa l-Kbira)
- 1 maja – Dzień Robotników (Jum il-Ħaddiem)
- 29 czerwca – Święto św. Piotra i św. Pawła, świętych patronów (L-Imnarja)
- 15 sierpnia – Święto Wniebowzięcia NMP (Santa Marija)
- 8 grudnia – Święto Niepokalanego Poczęcia NMP (Il-Kunċizzjoni)
- 25 grudnia – Boże Narodzenie (Il-Milied)

## Święta tradycyjne
Poniżej znajduje się lista świąt lub dni wyjątkowych obchodzonych na Malcie. Należy pamiętać, że z wyjątkiem dni z poprzedniego rozdziału, nie są one świętami państwowymi i wszystkie firmy na Malcie działają w te dni normalnie. Ponieważ Malta jest w zdecydowanej mierze katolicka, większość z tych świąt dotyczy świętych katolickich lub wydarzeń z Biblii.

### Styczeń
Styczeń jest znany przez Maltańczyków jako ix-xahar tal-bard, co znaczy zimny miesiąc.
- Nowy Rok (L-Ewwel tas-Sena lub L-Istrina): 1 stycznia
- Trzech Króli – Objawienie Pańskie (Epifanija lub It-Tre Re): pierwsza niedziela po 1 stycznia
- św. Antoniego Opata (San Anton Abbati): 13 stycznia – Rabat
- Nawrócenie św. Pawła (Konverżjoni ta’ San Pawl): 27 stycznia – Mdina

### Luty
- Matki Bożej Gromnicznej (Gandlora): 2 lutego
- św. Błażeja (San Blas): 3 lutego
- Rozbicie okrętu św. Pawła (San Pawl Nawfragu): 10 lutego – Valletta, Marsalforn i Munxar
- św. Walentego (San Valentinu): 14 lutego

### Marzec
Marzec jest nazywany przez Maltańczyków ix-xahar ta’ San Ġużepp, tal-Lunzjata u tar-roħs (miesiąc św. Józefa, Zwiastowania i rabatów)
- Jezusa z Nazaretu (Ġesù Nazzarenu): 7 marca – Sliema
- św. Józefa (San Ġużepp): 19 marca – Rabat
- Zwiastowanie (Il-Lunzjata): 25 marca
- Dzień Wolności – Freedom Day (Jum il-Helsien): 31 marca

### Kwiecień
Kwiecień dla Maltańczyków to ix-xahar tan-nwhar u ta’ San Girgor (miesiąc kwitnienia i św. Grzegorza).
- Prima aprilis (Il-Ġifa): 1 kwietnia
- św. Grzegorza (San Girgor): 1. środa po Wielkanocy
- św. Publiusza (San Publju): 6 kwietnia – Floriana
- św. Jerzego (San Ġorġ): 23 kwietnia – Qormi i Rabat (Victoria)

Poniższe święta są ruchome, mogą przypadać tak w marcu, jak i w kwietniu.
- Matki Bożej Bolesnej (Id-Duluri): piątek przed Niedzielą Palmową
- Niedziela Palmowa (Ħadd il-Palm)
- Wielki Piątek (Il-Ġimgħa l-Kbira)
- Wielkanoc (L-Għid lub L-Irxoxt)

### Maj
Maj przez Maltańczyków znany jest jako ix-xahar tal-ħsad, tal-Madonna ta’ Pompej (miesiąc żniw, Matki Bożej z Pompei)
- św. Józefa Robotnika (San Ġużepp Ħaddiem lub Jum il-Ħaddiem): 1 maja – Ħamrun i Birkirkara
- Matki Bożej z Liesse (Il-Madonna ta’ Liesse): 2 maja – Valletta
- Świętego Krzyża (Santu Kruċ): 3 maja – Birkirkara
- św. Augustyna (Santu Wistin): 3 maja – Valletta
- Liturgiczne święto św. George Preca (San Ġorġ Preca): 9 maja
- Trójcy Świętej (Trinità Mqaddsa): 31 maja – Marsa
- św. Rity (Santa Rita): 22 maja – Valletta
- Zwiastowanie NMP (Il-Lunzjata): 24 maja – Tarxien
- św. Pawła (San Pawl): 24 maja – Munxar, Gozo
- Matki Bożej Fatimskiej (Il-Madonna ta’ Fatima): od połowy maja do 2. weekendu czerwca – Pietà, Malta
- św. Józefa (San Ġużepp): 24 maja – Għaxaq
- św. Antoniego z Padwy (Sant’ Antnin ta’ Padova): 31 maja – Birkirkara
- Dzień Matki (Jum l-Omm): 2. niedziela maja

### Czerwiec
Czerwiec jest znany Maltańczykom jako ix-xahar tad-dris, tal-ħġejjeġ, tal-Imnarja, u tal-Qalb ta’ Ġesù (miesiąc zbiorów, ognisk, św. Piotra i Pawła, Najświętszego Serca Jezusowego).
- św. Józefa (San Ġużepp): 1. niedziela czerwca – Għaxaq
- Chrystusa Zbawiciela (Kristu Redentur): 21 czerwca – Senglea
- św. Filipa (San Filip): 14 czerwca – Żebbuġ, Malta
- Boże Ciało: 8 czerwca – Għasri
- Najświętszego Serca Jezusowego (Il-Qalb ta’ Ġesù): 14 czerwca – Fontana, Gozo
- Matki Bożej Lilijnej (Il-Madonna tal-Ġilju): 21 czerwca – Mqabba
- św. Katarzyny (Santa Katarina): 21 czerwca – Żejtun
- św. Jana Chrzciciela (San Ġwann Battista): 21 czerwca – Xewkija
- Matki Bożej z Lourdes (Il-Madonna ta’ Lourdes): 22 czerwca – Qrendi
- Dzień Ojca (Jum il-Missier): 3. niedziela czerwca
- św. Mikołaja (San Nikola): 29 czerwca – Siġġiewi
- św. Jerzego (San Ġorġ): 29 czerwca – Qormi
- Niepokalanego Serca Maryi (Il-Qalb Bla Tebgħa ta’ Marija): 29 czerwca – Burmarrad
- św. Piotra i św. Pawła (San Pietru u San Pawl: L-Imnarja): 29 czerwca – Mdina i Nadur
- św. Jana (San Ġwann): 4. niedziela czerwca

### Lipiec
Lipiec znany jest Maltańczykom jako tal-Karmnu (z Góry Karmel).
- Nawiedzenie Matki Bożej (Il-Viżitazzjoni): 5 lipca – Għarb, Gozo
- św. Pawła (San Pawl): 5 lipca – Rabat
- Niepokalanego Serca Maryi (Sacro Cuor): 5 lipca – Sliema
- św. Andrzeja (Sant’ Andrija): 5 lipca – Luqa
- Matki Bożej z Lourdes (Il-Madonna ta’ Lourdes): 5 lipca – Qrendi
- Matki Bożej z Góry Karmel: 5 lipca – Fleur-de-Lys; 12 lipca – Fgura; 13 lipca – Gżira; 19 lipca – Mdina i Birkirkara; 26 lipca – Balluta Bay (San Ġiljan)
- Matki Bożej z Góry Karmel (Il-Madonna tal-Karmnu): 16 lipca – Valletta
- Matki Bożej Bolesnej (Marija Sultana Tal-Martri): 20 lipca – San Pawl Il-Bahar
- św. Józefa (San Ġużepp): 2. niedziela lipca – Ħal Kirkop
- Zwiastowanie NMP (Marija Annunzjata): 2. niedziela lipca – Hal Balzan
- Świętej Rodziny (Sagra Familja): 3. niedziela lipca – Bidnija
- św. Anny (Sant’ Anna): 26 lipca – Marsaskala
- św. Wenery (Santa Venera): 27 lipca – Santa Venera
- Chrystusa Króla (Kristu Re): ostatnia niedziela lipca – Paola, Malta
- Góry Karmel (Madonna Tal-Karmnu): 27 lipca – Zurrieq

### Sierpień

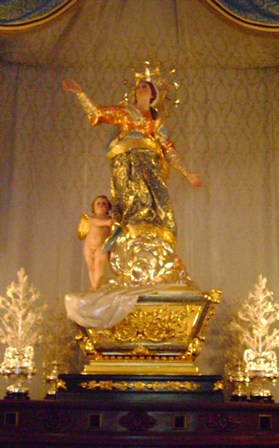
Wniebowzięcie NMP – rzeźba z twardego drewna (Mariano Gerada, 1808), Għaxaq, Malta

Sierpień to dla Maltańczyków ix-xahar tal-frott, ta’ Santa Marija u ta’ San Lawrenz (miesiąc owoców, NMPanny i św. Wawrzyńca).
- św. Piotra w okowach („San Pietru fil-Ktajjen”): 3 sierpnia – Birżebbuġa
- św. Wawrzyńca (San Lawrenz): 10 sierpnia – Birgu i San Lawrenz
- św. Kajetana (San Gejtanu): 11 sierpnia – Ħamrun
- Siedem Maryj (Is-Seba’ Santa Marijiet): 15 sierpnia – Għaxaq, Mqabba, Qrendi, Gudja, Mosta, Attard, Victoria (Rabat, Gozo)
- św. Rocha (Santu Rokku): 16 sierpnia
- św. Heleny (Santa Elena): – Birkirkara: święto obchodzone w niedzielę rano 18 sierpnia, albo w niedzielę następującą po 18 sierpnia
- Stella Maris: 3. niedziela sierpnia – Sliema
- Męczeństwo św. Jana Chrzciciela (Il-Martirju ta’ San Ġwann): 29 sierpnia
- św. Dominika Guzmana (San Duminku ta’ Guzman): ostatnia niedziela sierpnia – Birgu

### Wrzesień
Wrzesień znany jest Maltańczykom jako ix-xahar tal-Vitorja, tal-Bambina, u tal-Grazzja (miesiąc Zwycięstwa, Narodzenia NMP i Matki Bożej Łaskawej).
- Narodzenie Najświętszej Maryi Panny (Il-Bambina): 8 września – Mellieħa, Naxxar, Senglea i Xagħra
- Matki Bożej Łaskawej (Il-Madonna tal-Grazzja): niedziela po 8 września
- Imienia Maryi (L-Isem ta’ Marija): 12 września
- Dzień Niepodległości – Independence Day (Jum L-Indipendenza): 21 września

### Październik
Październik jest znany mieszkańcom Malty jako ix-xahar tar-Rużarju (Miesiąc Różańca św.)
- Matki Bożej Różańcowej (Il-Madonna tar-Rużarju): procesje w różnych wioskach na Malcie i Gozo w różne dni października

### Listopad
Listopad nazywany jest przez Maltańczyków ix-xahar tal-inżigħ tal-weraq, tal-erwieħ, u tal-imwiet (miesiąc opadłych liści, dusz i zgonów).
- Dzień Zaduszny (L-Għid tal-Erwieħ): 2 listopada
- św. Marcina z Tours (San Martin): 11 listopada
- św. Cecylii (Santa Ċeċilja): 22 listopada
- św. Katarzyny Aleksandryjskiej (Santa Katarina ta’ Lixandra): 25 listopada
- Chrystusa Króla (Kristu Re): niedziela po 25 listopada

### Grudzień
Grudzień jest znany Maltańczykom jako ix-xahar tal-Milied u tal-Kunċizzjoni (miesiąc Bożego Narodzenia i Niepokalanego Poczęcia). Święto Niepokalanego Poczęcia NMP – 8 grudnia, z tradycyjną festą w Cospicua
- św. Łucji (Santa Luċija): 13 grudnia
- Boże Narodzenie (Il-Milied): 25 grudnia – tradycyjna procesja z figurą Dzieciątka Jezus
- św. Szczepana (San Stiefnu): 26 grudnia
- Świętych Młodzianków (L-Innoċenti Martri): 28 grudnia
- św. Sylwestra (San Silvestru): 31 grudnia

## Różnica między świętem narodowym a świętem państwowym
Artykuł 3. Ustawy o świętach narodowych i innych świętach państwowych (rozdział 252) wyjaśnia różnicę pomiędzy świętem narodowym a świętem państwowym.
Święta narodowe mają być świętami publicznymi i w tych przypadkach należy na budynkach publicznych wywiesić flagę narodową Malty.